# UFC 274
UFC 274: Oliveira vs. Gaethje è stato un evento di arti marziali miste tenuto dalla Ultimate Fighting Championship il 7 maggio 2022 al Footprint Center di Phoenix, negli Stati Uniti.

## Risultati
|                                        | Divisione               |                    |                 |                        | Metodo                                      | Round           | Tempo           | Premio          |
| Card Principale                        | Card Principale         | Card Principale    | Card Principale | Card Principale        | Card Principale                             | Card Principale | Card Principale | Card Principale |
| -------------------------------------- | ----------------------- | ------------------ | --------------- | ---------------------- | ------------------------------------------- | --------------- | --------------- | --------------- |
| [ 2 ]                                  | Pesi leggeri            | Charles Oliveira   | batte           | Justin Gaethje         | Sottomissione (rear-naked choke)            | 1               | 3:22            |                 |
| Sfida valida per il titolo di campione | Pesi paglia femminili   | Carla Esparza      | batte           | Rose Namajunas (c)     | Decisione non unanime (47–48, 49–46, 48–47) | 5               | 5:00            |                 |
|                                        | Pesi paglia femminili   | Michael Chandler   | batte           | Tony Ferguson          | KO (calcio frontale)                        | 2               | 0:17            | POTN            |
|                                        | Pesi mediomassimi       | Ovince Saint Preux | batte           | Maurício Rua           | Decisione non unanime (28–29, 29–28, 30–27) | 3               | 5:00            |                 |
|                                        | Pesi welter             | Randy Brown        | batte           | Khaos Williams         | Decisione non unanime (29–28, 28–29, 29–28) | 3               | 5:00            |                 |
| Card Preliminare                       |                         |                    |                 |                        |                                             |                 |                 |                 |
|                                        | Pesi welter             | Francisco Trinaldo | batte           | Danny Roberts          | Decisione unanime (29–28, 30–27, 30–26)     | 3               | 5:00            |                 |
|                                        | Catchweight (146.5 lbs) | Macy Chiasson      | batte           | Norma Dumont           | Decisione non unanime (30–27, 28–29, 30–27) | 3               | 5:00            |                 |
|                                        | Pesi mosca              | Brandon Royval     | batte           | Matt Schnell           | Sottomissione (guillotine choke)            | 1               | 2:14            | FOTN            |
|                                        | Pesi massimi            | Blagoy Ivanov      | batte           | Marcos Rogério de Lima | Decisione unanime (29–28, 29–28, 29–28)     | 3               | 5:00            |                 |
|                                        | Pesi welter             | André Fialho       | batte           | Cameron VanCamp        | KO (pugno)                                  | 1               | 2:35            | POTN            |
|                                        | Pesi mosca femminili    | Tracy Cortez       | batte           | Melissa Gatto          | Decisione unanime (29–28, 29–28, 29–28)     | 3               | 5:00            |                 |
|                                        | Pesi mosca              | C.J. Vergara       | batte           | Kleydson Rodrigues     | Decisione non unanime (29–28, 28–29, 29–28) | 3               | 5:00            |                 |
|                                        | Pesi paglia femminili   | Lupita Godinez     | batte           | Ariane Carnelossi      | Decisione unanime (30–27, 30–26, 30–26)     | 3               | 5:00            |                 |
|                                        | Pesi gallo              | Journey Newson     | batte           | Fernie Garcia          | Decisione unanime (30–27, 30–27, 29–28)     | 3               | 5:00            |                 |

## Premi
I lottatori premiati ricevettero un bonus di 50.000 dollari.
Legenda:
- FOTN: Fight of the Night (vengono premiati entrambi gli atleti per il miglior incontro dell'evento)
- POTN: Performance of the Night (viene premiato il vincitore per la migliore performance dell'evento)